# Sternschnuppen, WAB 85
Sternschnuppen (Étoiles filantes), WAB 73, est une œuvre chorale, que Anton Bruckner a composée pour son propre quatuor de voix d'hommes vers 1848 lors de son séjour à l'Abbaye de Saint-Florian.

## Historique
Bruckner a composé l'œuvre sur un texte de Ernst Marinelli vers 1848. Il l'a dédiée à son propre quatuor de voix d'hommes, qui était composée de Ludwig Ehrenecker, Franz Schäfler, Johann Nepomuk Hüber et lui-même. On ne sait pas quand l'œuvre a été créée,,.
Le manuscrit original est archivé à l'Abbaye de Saint-Florian,.
L'œuvre a été d'abord publiée dans le Volume II/2, p. 94-96 de la biographie Göllerich/Auer. Elle a par la suite été publiée en 1954, avec Ständchen, dans le Chorblattreihe de Robitschek à Vienne,.
L'œuvre est éditée dans le Volume XXIII/2, no 5 de la Bruckner Gesamtausgabe.

## Texte
Sternschnuppen utilise un texte de Ernst Marinelli.
| Wenn Natur die sanften Lider Still zum Abendschlummer neigt Und dem schattenreichen Flieder Philomelens Sang entsteigt, Wenn mit goldnem Schmuck die Leier In dem Schwesterreigen kehrt Und die Welt in stiller Feier Lunas milder Blick verklärt, Schwingt sich auf wie leises Fragen Sehnsuchtsvoll der feuchte Blick, Ob kein Bild von schönen Tagen Himmel strahlt ins Herz zurück? Und die Sterneschnuppen mahnen, Wie das eitel Träumen war; Denn der Seele dunkles Ahnen Wird nur drüben offenbar. | Quand la nature ferme ses douces paupières Calmement pour le crépuscule du soir, Et de l'ombre des lilas Le chant de Philomèle s'élève, Lorsque la Lyre avec son ornement d'or Entre dans une ronde fraternelle Et le monde dans une fête silencieuse Est illuminé par le doux regard de Luna, Comme une question silencieuse Le regard humide se balance avec envie, Si le ciel ne reflète aucune image Des beaux jours dans le cœur ? Et les étoiles filantes rappellent Combien ce rêve était vain, Car le sombre pressentiment de l'âme Ne se révèle que là-bas. |

## Composition
L'œuvre de 38 mesures en fa majeur est composée pour quatuor vocal d'hommes (TTBB). L'œuvre est décrite dans la biographie Göllerich/Auer comme suit : Über dem Ganzen liegt die weichliche Romantik der damals beliebten Männerchor-Musik (Sur l'ensemble de l'œuvre repose un romantisme doucereux, qui était à cette époque populaire dans la musique pour chœurs d'hommes).

## Discographie
Une sélection parmi les quelques enregistrements de Sternschnuppen :
- Guido Mancusi, Chorus Viennensis, Musik, du himmlisches Gebilde! – CD : ORF CD 73, 1995
- Hubert Voigt, Thüringer Männerchor Ars Musica, Weltliches und Geistliches – CD publié par le chœur, 2012

## Sources
- August Göllerich, Anton Bruckner. Ein Lebens- und Schaffens-Bild, vers 1922 – édition posthume par Max Auer, G. Bosse, Ratisbonne, 1932
- Anton Bruckner – Sämtliche Werke, Band XXIII/2: Weltliche Chorwerke (1843-1893), Musikwissenschaftlicher Verlag der Internationalen Bruckner-Gesellschaft, Angela Pachovsky et Anton Reinthaler (Éditeurs), Vienne, 1989
- Cornelis van Zwol, Anton Bruckner 1824-1896 – Leven en werken, uitg. Thot, Bussum, Pays-Bas, 2012.  (ISBN 978-90-6868-590-9)
- Uwe Harten, Anton Bruckner. Ein Handbuch. Residenz Verlag, Salzbourg, 1996.  (ISBN 3-7017-1030-9).
- Crawford Howie, Anton Bruckner - A documentary biography, édition révisée en ligne